# 琉球科举制度
琉球科舉制度是琉球國於第二尚氏王朝參照中國科舉的一項官員選拔制度。

## 歷史
早期琉球並無官方的教育機構，也沒有相應的考試選拔制度。各大士族都在自己的府邸裡設有私人教學機構，但不收家族以外的學生。1718年，程順則奉命在至聖廟中創立琉球歷史上第一個公共教育機構——明倫堂，為琉球的儒學教育奠定了基礎。
琉球也定期向中國派遣官生（留學生），每次定額四名。不過由於當時琉球的教育水平較為落後，往往四個名額都被久米村出身的人物所佔據。
為了提高琉球人的教育水平，尚温王於1798年（清朝嘉庆3年、日本宽政10年）接受國師蔡世昌的建議，在王府之北建立国学。國學中設講解師一員，按司奉行、親方奉行各一位，附設中取筆者各二名。又建乡学三所，設講解師一員，又設奉行、中取等職以管理學務。国中士族子弟由乡学选入国学。尚温王作《国学训饬士子谕》，说明琉球学习中华文化，开设科举（称为“科”）以選拔人才。不過琉球的科舉形式远比中国简略，分為初科（しょこう）、再科（さいこう）兩級，也不见有进士、状元等稱謂记载，只是成绩优异者可保举做官。官生的四個名額也由國學中最優秀的人才中選出，其中對久米村人的名額被限制為兩名。
直到1879年日本侵入琉球，琉球国灭亡为止，国学科举不断。